# Kap Armitage
Kap Armitage (englisch Cape Armitage) ist der südliche Endpunkt der Hut-Point-Halbinsel und gleichzeitig der südlichste Punkt der antarktischen Ross-Insel.
Entdeckt wurde das Kap von Teilnehmern der britischen Discovery-Expedition (1901–1904). Benannt ist es nach dem stellvertretenden Leiter dieser Forschungsreise, Leutnant Albert Armitage (1864–1943).

## Weblinks

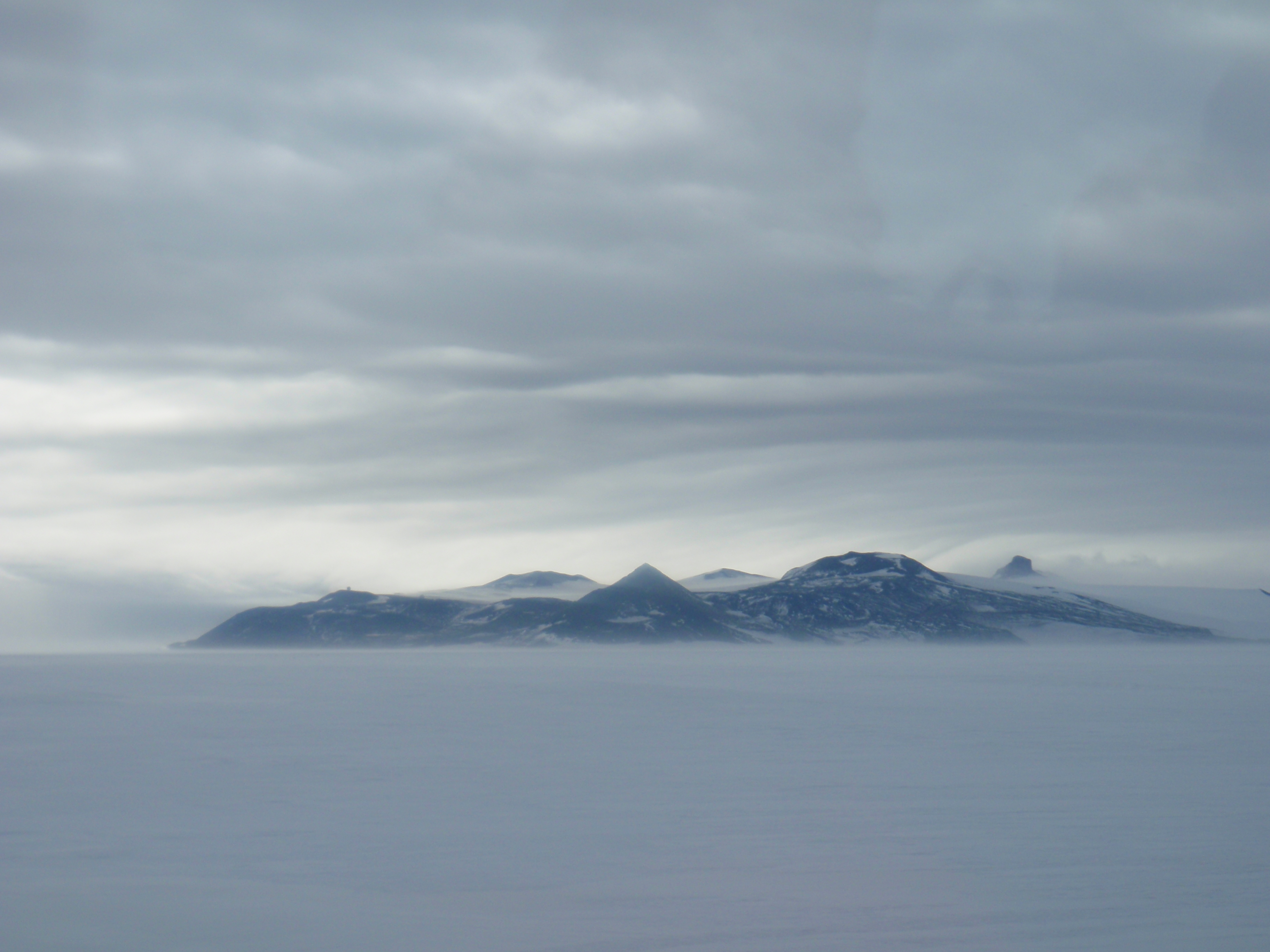
Kap Armitage